# Vincent Volckaert
Vincent Volckaert (Elsene, 25 februari 1872 - Brussel, 12 februari 1939) was een Belgisch senator.

## Levensloop
Beroepshalve was Vincent Volckaert publicist en vakbondssecretaris.
Op jonge leeftijd was hij afgevaardigde op het congres van de Belgische Werkliedenpartij (BWP) van 14 en 15 april 1895 in Antwerpen voor de Werkersbond van Etterbeek. Van 1896 tot 1897 was hij directeur van L'Avant-Garde en vervolgens was hij op het BWP-congres van 18 en 19 april 1897 in Gent afgevaardigde voor de Socialistische Jonge Wacht (SJW). Van deze organisatie was hij vanaf omstreeks 1892 voorzitter en permanent secretaris. Hij vertegenwoordigde de nationale SJW ook op het BWP-congres van 10 en 11 april 1898 in Verviers. Verder was Volckaert ook hoofdredacteur van L'Antimilitariste 1900-1912.
In 1919 werd hij voor de BWP verkozen tot gemeenteraadslid van Sint-Gillis en vervulde dit mandaat tot in 1923. Van 1920 tot aan zijn overlijden in 1939 was hij tevens rechtstreeks gekozen senator voor het arrondissement Bergen-Zinnik. In de Senaat was hij ook de secretaris van de socialistische Senaatsgroep.